# Bătălia de la Măcin
Bătălia de la Măcin a fost o bătălie în timpul războiul ruso-austro-turc din 1787-1792 care a avut loc pe 9 iulie 1791, și s-a derulat între Imperiul Otoman și cel Rus lângă Măcin, Imperiul Otoman (în prezent România). Rușii conduși de Repnin i-au învins pe turci, cauzându-le pagube simțitoare, după ce la început victoria a fost pusă la îndoială, cu toate acestea armata turcă a fost învins de o șarjă de stânga rusă, condusă Kutuzov.